# Singapores Grand Prix 2022
Singapores Grand Prix 2022, officiellt Formula 1 Singapore Airlines Singapore Grand Prix 2022, var ett Formel 1-lopp som kördes 2 oktober 2022 på Marina Bay Street Circuit i Singapore. Loppet var det sjuttonde av sammanlagt tjugotvå deltävlingar ingående i Formel 1-säsongen 2022 och kördes över 59 varv.

## Ställning i mästerskapet innan loppet
| Pos. | Förare            | Poäng |
| ---- | ----------------- | ----- |
| 1 ▬  | Max Verstappen    | 335   |
| 2 ▬  | Charles Leclerc   | 219   |
| 3 ▬  | Sergio Pérez      | 210   |
| 4 ▬  | George Russell    | 203   |
| 5 ▬  | Carlos Sainz, Jr. | 187   |

| Pos. | Konstruktör      | Poäng |
| ---- | ---------------- | ----- |
| 1 ▬  | Red Bull         | 545   |
| 2 ▬  | Ferrari          | 406   |
| 3 ▬  | Mercedes         | 371   |
| 4 ▬  | Alpine-Renault   | 125   |
| 5 ▬  | McLaren-Mercedes | 107   |

- Notering: Endast de fem bästa placeringarna i vardera mästerskap finns med på listorna.

Verstappen hade chans att säkra sitt andra raka mästerskap, om han skulle utöka sitt försprång i poäng mot Charles Leclerc med 22 points, Sergio Pérez med 13 poäng och George Russell med 6 poäng. Verstappen kunde vunnit mästerskapet på följande sätt:
| Max Verstappen          | Charles Leclerc | Sergio Pérez                                                            |
| ----------------------- | --------------- | ----------------------------------------------------------------------- |
| 1:a                     | 9:a eller lägre | 4:a eller lägre utan snabbaste varv/ 5:a eller lägre med snabbaste varv |
| 1:;a med snabbaste varv | 8:a eller lägre | 4:a eller lägre                                                         |

## Kvalet
| Pos.                    | Nr. | Förare           | Konstruktör                  | Kvaltider | Kvaltider | Kvaltider | Start- grid |
| Pos.                    | Nr. | Förare           | Konstruktör                  | Q1        | Q2        | Q3        | Start- grid |
| ----------------------- | --- | ---------------- | ---------------------------- | --------- | --------- | --------- | ----------- |
| 1                       | 16  | Charles Leclerc  | Ferrari                      | 1:54.129  | 1:52.343  | 1:49.412  | 1           |
| 2                       | 11  | Sergio Pérez     | Red Bull Racing-RBPT         | 1:54.404  | 1:52.818  | 1:49.434  | 2           |
| 3                       | 44  | Lewis Hamilton   | Mercedes                     | 1:53.161  | 1:52.691  | 1:49.466  | 3           |
| 4                       | 55  | Carlos Sainz Jr. | Ferrari                      | 1:54.559  | 1:53.219  | 1:49.583  | 4           |
| 5                       | 14  | Fernando Alonso  | Alpine-Renault               | 1:55.360  | 1:53.127  | 1:49.966  | 5           |
| 6                       | 4   | Lando Norris     | McLaren-Mercedes             | 1:55.914  | 1:53.942  | 1:50.584  | 6           |
| 7                       | 10  | Pierre Gasly     | AlphaTauri-RBPT              | 1:55.606  | 1:53.546  | 1:51.211  | 7           |
| 8                       | 1   | Max Verstappen   | Red Bull Racing-RBPT         | 1:53.057  | 1:52.723  | 1:51.395  | 8           |
| 9                       | 20  | Kevin Magnussen  | Haas-Ferrari                 | 1:55.103  | 1:54.006  | 1:51.573  | 9           |
| 10                      | 22  | Yuki Tsunoda     | AlphaTauri-RBPT              | 1:55.314  | 1:53.848  | 1:51.983  | 10          |
| 11                      | 63  | George Russell   | Mercedes                     | 1:54.633  | 1:54.012  | N/A       | PL1         |
| 12                      | 18  | Lance Stroll     | Aston Martin Aramco-Mercedes | 1:55.629  | 1:54.211  | N/A       | 11          |
| 13                      | 47  | Mick Schumacher  | Haas-Ferrari                 | 1:55.736  | 1:54.370  | N/A       | 12          |
| 14                      | 5   | Sebastian Vettel | Aston Martin Aramco-Mercedes | 1:55.602  | 1:54.380  | N/A       | 13          |
| 15                      | 24  | Zhou Guanyu      | Alfa Romeo-Ferrari           | 1:55.375  | 1:55.518  | N/A       | 14          |
| 16                      | 77  | Valtteri Bottas  | Alfa Romeo-Ferrari           | 1:56.083  | N/A       | N/A       | 15          |
| 17                      | 3   | Daniel Ricciardo | McLaren-Mercedes             | 1:56.226  | N/A       | N/A       | 16          |
| 18                      | 31  | Esteban Ocon     | Alpine-Renault               | 1:56.337  | N/A       | N/A       | 17          |
| 19                      | 23  | Alexander Albon  | Williams-Mercedes            | 1:56.985  | N/A       | N/A       | 18          |
| 20                      | 6   | Nicholas Latifi  | Williams-Mercedes            | 1:57.532  | N/A       | N/A       | 19          |
| 107 %-gränsen: 2:00.971 |     |                  |                              |           |           |           |             |
| Källor:                 |     |                  |                              |           |           |           |             |

Notes
- ^1  – George Russell kvalade på 11:e plats, men fick starta loppet längst bak för att ha överskridit sin kvot av power units. Russells nya power unit byttes under  parc fermé utan tillåtelse. Russell fick därför starta loppet från depån.[5]

## Loppet
| Pos.                                                           | No. | Förare           | Konstruktör                  | Varv | Tid/Bröt         | Grid | Poäng |
| -------------------------------------------------------------- | --- | ---------------- | ---------------------------- | ---- | ---------------- | ---- | ----- |
| 1                                                              | 11  | Sergio Pérez     | Red Bull Racing-RBPT         | 59   | 2:02:20.2381     | 2    | 25    |
| 2                                                              | 16  | Charles Leclerc  | Ferrari                      | 59   | +2.595           | 1    | 18    |
| 3                                                              | 55  | Carlos Sainz Jr. | Ferrari                      | 59   | +10.305          | 4    | 15    |
| 4                                                              | 4   | Lando Norris     | McLaren-Mercedes             | 59   | +21.133          | 6    | 12    |
| 5                                                              | 3   | Daniel Ricciardo | McLaren-Mercedes             | 59   | +53.282          | 16   | 10    |
| 6                                                              | 18  | Lance Stroll     | Aston Martin Aramco-Mercedes | 59   | +56.330          | 11   | 8     |
| 7                                                              | 1   | Max Verstappen   | Red Bull Racing-RBPT         | 59   | +58.825          | 8    | 6     |
| 8                                                              | 5   | Sebastian Vettel | Aston Martin Aramco-Mercedes | 59   | +1:00.032        | 13   | 4     |
| 9                                                              | 44  | Lewis Hamilton   | Mercedes                     | 59   | +1:01.515        | 3    | 2     |
| 10                                                             | 10  | Pierre Gasly     | AlphaTauri-RBPT              | 59   | +1:09.576        | 7    | 1     |
| 11                                                             | 77  | Valtteri Bottas  | Alfa Romeo-Ferrari           | 59   | +1:28.844        | 15   |       |
| 12                                                             | 20  | Kevin Magnussen  | Haas-Ferrari                 | 59   | +1:32.610        | 9    |       |
| 13                                                             | 47  | Mick Schumacher  | Haas-Ferrari                 | 58   | +1 varv          | 12   |       |
| 14                                                             | 63  | George Russell   | Mercedes                     | 57   | +2 varv          | PL   |       |
| DNF                                                            | 22  | Yuki Tsunoda     | AlphaTauri-RBPT              | 34   | Olycka           | 10   |       |
| DNF                                                            | 31  | Esteban Ocon     | Alpine-Renault               | 26   | Motor            | 17   |       |
| DNF                                                            | 23  | Alexander Albon  | Williams-Mercedes            | 25   | Olycksskador     | 18   |       |
| DNF                                                            | 14  | Fernando Alonso  | Alpine-Renault               | 20   | Motor            | 5    |       |
| DNF                                                            | 6   | Nicholas Latifi  | Williams-Mercedes            | 7    | Kollisionsskador | 19   |       |
| DNF                                                            | 24  | Zhou Guanyu      | Alfa Romeo-Ferrari           | 6    | Kollision        | 14   |       |
| Snabbaste varv: George Russell (Mercedes) – 1:46.458 (varv 54) |     |                  |                              |      |                  |      |       |
| Källor:                                                        |     |                  |                              |      |                  |      |       |

Notes
- ^1  – Sergio Pérez fick fem sekunders bestraffning för att inte hållit tio billängders avstånd till säkerhetsbilen. Hans bestraffning påverkade inte resultatet.[8]

## Ställning i mästerskapet efter loppet
| Pos. | Förare            | Poäng |
| ---- | ----------------- | ----- |
| 1 ▬  | Max Verstappen    | 341   |
| 2 ▬  | Charles Leclerc   | 237   |
| 3 ▬  | Sergio Pérez      | 235   |
| 4 ▬  | George Russell    | 203   |
| 5 ▬  | Carlos Sainz, Jr. | 202   |

| Pos.  | Konstruktör      | Poäng |
| ----- | ---------------- | ----- |
| 1 ▬   | Red Bull         | 576   |
| 2 ▬   | Ferrari          | 439   |
| 3 ▬   | Mercedes         | 373   |
| 4 ▲ 1 | McLaren-Mercedes | 129   |
| 5 ▼ 1 | Alpine-Renault   | 125   |

- Notering: Endast de fem bästa placeringarna i vardera mästerskap finns med på listorna.